# Goniophthalmus halli
Goniophthalmus halli là một loài ruồi trong họ Tachinidae.